# Ampoigné
Ampoigné korábbi község Franciaország Loire mente régiójában, Maine-et-Loire megyében. 2018. január 1-jén Laigné korábbi községgel egyesült és Prée-d’Anjou új község része lett.
Lakosainak száma 565 fő (2018. január 1.). Ampoigné Saint-Sauveur-de-Flée, Château-Gontier, Chemazé, Laigné, Mée, Pommerieux, Saint-Quentin-les-Anges és Château-Gontier-sur-Mayenne községekkel határos.

## Népesség
A település népességének változása:
| Lakosok száma | 502  | 440  | 406  | 385  | 421  | 559  | 562  | 563  | 570  | 565  |
|               | 1968 | 1975 | 1982 | 1990 | 1999 | 2011 | 2013 | 2015 | 2017 | 2018 |